# Down Fall the Good Guys
Down Fall the Good Guys är ett album av rockgruppen Wolfsbane, utgivet 1991.

## Låtlista
1. "Smashed and Blind" - 4:41
2. "You Load Me Down" - 3:02
3. "Ezy" - 3:38
4. "Black Lagoon" - 4:46
5. "Broken Doll" - 4:41
6. "Twice as Mean" - 4:38
7. "Cathode Ray Clinic" - 5:02
8. "The Loveless" - 3:58
9. "After Midnight" - 4:05
10. "Temple of Rock" - 2:48
11. "Moonlight" - 2:18
12. "Dead at Last" - 2:40